# Пуриньш, Янис
Я́нис Пу́риньш (в русской историографии Ян Янович Пуринь; латыш. Jānis Puriņš; 25 апреля 1889, Марсненская волость, Российская империя — 1944[?]) — латышский стрелок, командир Курземской дивизии, руководитель Восточного фронта при операции по освобождении Латгалии.

## Биография
Родился 25 апреля 1889 года в Марсненской волости в семье крестьянина. В 1910 году призван в Русскую императорскую армию. В начале 1915 года служил в 3-м резервном полку в Торопце и Петергофе. В феврале 1917 года окончил 1-ю Московскую школу прапорщиков. В марте 1918 года демобилизовался.
В 1918 году вступил в латвийскую армию. Как командир Цесиcской добровольной роты участвовал в боях против Красной армии. В июне 1919 года направлен на Латгальский фронт. 7 августа назначен командиром 2-го Вентспилcского пехотного полка. С 16 октября и. о. командира Курземской дивизии и руководитель Восточного фронта. Под руководством Пуриньша Курземская дивизия сумела занять значительные позиции при операции по освобождении Латгалии. 13 августа 1920 года за бои по освобождению Латгалии награждён орденом Лачплесиса. В сентябре 1920 подал в отставку с должности командира Курземской дивизии, но остался на должности командира 2-го Вентспилсского пехотного полка. 22 июня 1925 года повышен до полковника. В середине 1928 года был переведён в управление Рижского военного округа. В конце 1930-х годов вновь исполнял обязанности командира полка. В 1939 ушёл в отставку.
В годы Второй мировой войны, с 1941 по 1944, — комендант Марсненской, Лиепской и Ранкской волостей. 13 октября 1944 года, после вступления Красной армии на территорию Латвии, арестован. 18 ноября советским военным трибуналом приговорён к 7 годам заключения. Был направлен во 2-ю Рижскую тюрьму, после чего пропал без вести.